# Такахата (Ямаґата)

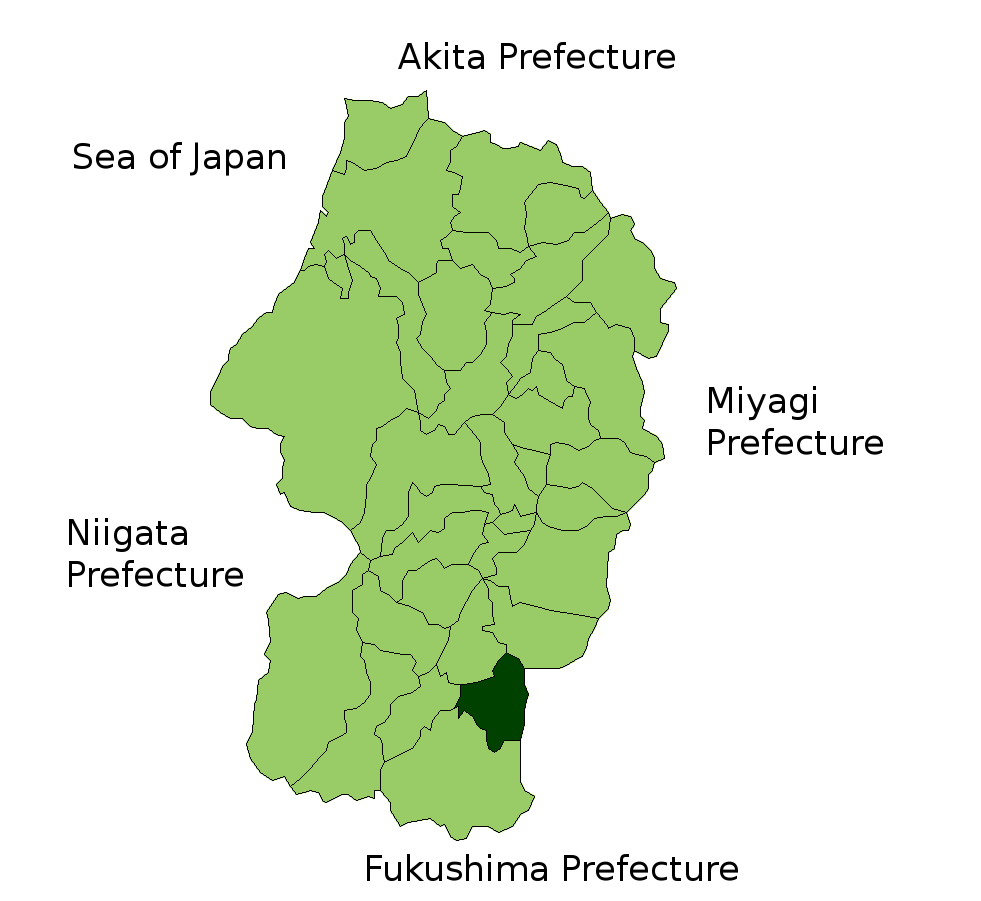

38°0′10″ пн. ш. 140°11′21″ сх. д. / 38.00278° пн. ш. 140.18917° сх. д.
Такаха́та (яп. 高畠町, たかはたまち, МФА: [takahata mat͡ɕi̥]) — містечко в Японії, в повіті Хіґасі-Окітама префектури Ямаґата. Станом на 1 жовтня 2008 площа містечка становила 180,04 км². Станом на 1 січня 2009 населення містечка становило 25 516 осіб.